# Narodni observatorij Kitt Peak
Narodni observatorij Kitt Peak (izvirno angleško Kitt Peak National Observatory; kratica KPNO) je ameriški astronomski observatorij, ki se nahaja na 2096 m visokem vrhu v Kvinlanskem gorovju, okoli 88 km jugozahodno od Tucsona, Arizona.
Observatorij velja za del Narodnega optičnega astronomskega observatorija (NOAO), a nekateri daljnogledi, ki delujejo znotraj KPNO, pripadajo drugim organizacijm (npr. Observatoriju Steward). Danes je s 23 daljnogledi največja in najbolj vsestranska astronomska ustanova na svetu.